# نسور الصاعقة
فريق نسور الصاعقة، (بالإنجليزية: Thunder Tiger ). (بالصينية: 雷 虎 科技 股份有限公司). هي شركة تصنيع في تايوان من النماذج التي تسيطر عليها الراديو بما في ذلك الطائرات والمروحيات والسيارات والقوارب والاكسسوارات والمحركات.